# ایان هارت (بازیکن فوتبال)
لن هارت (انگلیسی: Ian Harte؛ زادهٔ ۳۱ اوت ۱۹۷۷) یک بازیکن فوتبال اهل ایرلند است.